# HMS Juno (1757)
HMS Juno (1757) — 32-пушечный фрегат 5 ранга Королевского флота. Первый корабль Его величества, названный в честь Юноны.

## Постройка
Согласно практике Военно-морского комитета создавать конкурирующие проекты от двух сюрвейеров, тип Richmond (одобрен 12 марта 1756) строился по чертежам Уильяма Бейтли параллельно типу Southampton, у частных подрядчиков. Корабли получились быстрее своих конкурентов и гораздо острее на курсе, а верхнюю палубу не заливало даже при высокой волне.
Juno был среди первых трех. Заказан 1 июня 1756 года. Контракт на постройку был выдан верфи 15 июня 1756 года, со сроком спуска 16 июля 1757 года (13 месяцев). Заложен в том же июне, на частной верфи William Alexander в Ротерхайт. Название присвоено 3 августа 1756 года. Спущен на воду в 29 сентября 1757 года. Достроен на королевской верфи в Дептфорде 11 ноября 1757 года.

## Служба
Вступил в строй в сентябре 1757 года, капитан Джон Воган (англ. John Vaughan). Участвовал в Семилетней войне.
1758 — 29 января ушел в Северную Америку; был при Луисбурге; 29 мая взял 26-пушечный французский L'Écho.
1759 — капитан Генри Филлипс (англ. Henry Phillips); вошел в эскадру Родни в Канале; 25 января у Гранвилля взял 24-пушечный корсар Machault; 20 июля присоединился к флоту Хока; 15 ноября в составе эскадры Рейнольдса обнаружил французов; 14 декабря взял корсар L'Heureux; направлен на усиление Гири.
1760 — 20 марта взял La Paix Couronnée; 15 мая совместно с HMS Coventry взял 24-пушечный Samson; присоединился к флоту Боскавена; июль, временный капитан Томас Бальи (англ. Thomas Baillie), позже снова капитан Филлипс (который к тому времени взял имя Генри Тоури, англ. Henry Towry), с флотом Хока.
1761 — 10 января у островов Силли совместно с HMS Venus взял 36-пушечный Brune; 15 января у Сен-Мало взял 12-пушечный Duchesse de Gramont; у Сан-Себастьяна взял 6-пушечный Gala.
Использовался в крейсерской роли; 4 февраля 1761 года взял Duchesse de Gramont (12), исходно британский шлюп HMS Hawk, захваченный французами в ноябре 1759 года, купленный торговцами Сен-Мало и превращенный ими в корсар. Несколькими днями позже Juno и Venus встретили французский фрегат Brune (32), Venus, будучи лучшим ходоком, вступил в бой первым, и Brune сдался как раз когда Juno пришел на дистанцию пушечного выстрела. На Juno 2 человека были ранены.
1762 — апрель(?) капитан Джордж Фальконер (англ. George Falconer); 14 сентября взял приватир Galgo.
1764 — капитан Люциус О'Брайен (англ. Lucius O'Brien).
1765 — июнь(?), капитан Уильям Аллен (англ. William Allen).
1766 — март-апрель(?), выведен в резерв и рассчитан; май-декабрь, малый ремонт в Портсмуте.
1770 — октябрь, из-за Фолклендского кризиса введен в строй, капитан Джон Скотт (англ. John Scott); октябрь-декабрь, оснащение в Портсмуте.
В апреле Juno, вместе со шлюпом HMS Hound и транспортом Florida, был направлен на Фолклендские острова, формально принять их у Испании.
1772 — январь, малый ремонт в Портсмуте, февраль(?), выведен в резерв и рассчитан.
Участвовал в Американской революционной войне.
1775 — октябрь-декабрь, оснащение в Портсмуте по март 1776 года; возвращен в строй в октябре, капитан Хью Далримпл (англ. Hugh Dalrymple); 7 апреля ушел в Северную Америку.
1778 — был при Ньюпорте; 5 августа в заливе Наррагансет вместе с ещё 3 фрегатами сожжен командой во избежание французского плена.